# Kosta Perović
Kosta Perović (Osijek, 19. veljače 1985.) srbijanski je profesionalni košarkaš. Igra na poziciji centra, a trenutačno je član španjolske FC Barcelona. 

## Karijera
Košarku je započeo kao u 16-godišnjak u omladinskom pogonu Beopetrola. U ljeto 2002. potpisao je za beogradski Partizan. S Partizanom je osvojio četiri naslova srpskog prvaka, a najuspješniju sezonu imao je 2006./2007. kada je osvojio srpsko prvenstvo, Jadransku ligu i plasirao se u završnicu Eurolige. Za seniorsku reprezentaciju Srbije i Crne Gore debitirao je na Europskom prvenstvu u Švedskoj 2003., a igrao je i na Svjetskom prvenstvu u Japanu 2006. 
Na NBA draftu 2006. izabran je u 2. krugu (38. ukupno) od strane Golden State Warriorsa. Nije odmah otišao preko bare, nego je ostao u Europi. Sljedeće sezone prelazi u NBA u redove Golden State Warriorsa, a to je bio glavni razlog zbog čega je propustio Europsko prvenstvo u Španjolskoj 2007. Potpisoa je dvogodišnji ugovor vrijedan 3.5 milijuna $, s opcijom produženja na treću. U studenome 2007. Warriorsi su ga poslali u razvojnu NBDL ligu igrati za Bakersfield Jam. Ondje je ostao do siječnja 2008., kada je natrag pozvan u redove Golden Statea. 19. siječnja 2008. odigrao je prve minute u NBA-u, kada je u dvoboju s Milwaukee Bucksima sakupio 4 poena, 4 skoka i jednu blokadu. 
Nakon što je 12. rujna 2008. otpušten iz Golden Statea, uslijedio je povratak u Europu. Sa španjolskom Pamesom potpisao je trogodišnji ugovor vrijedan 3.3 milijuna €.